# Wapserveen
Wapserveen (52° 50′ N, 6° 13′ L) é uma cidade dos Países Baixos, na província de Drente. Wapserveen pertence ao município de Westerveld, e está situada a 21 km, a noroeste de Hoogeveen.
Em 2001, a cidade de Wapserveen tinha 268 habitantes. A área urbana da cidade é de 0.11 km², e tem 121 residências.
A área de Wapserveen, que também inclui as partes periféricas da cidade, bem como a zona rural circundante, tem uma população estimada em 880 habitantes.